# Luka Lučić
Luka Lučić (Split, Croacia, 2 de enero de 1995) es un futbolista croata que juega como lateral izquierdo.

## Carrera
Luka Lučić hizo su primer debut en el Hajduk Split. Más tarde destacó en la Prva HNL el 26 de mayo de 2013 contra el GNK Dinamo Zagreb jugando como lateral izquierdo. Permaneció en la selección U19, con solo dos apariciones con el primer equipo en la temporada 2013/2014 a pesar de jugar para la selección de Croacia U19 y jugando para el equipo B en la primera parte de la temporada 2014/2015.
En enero de 2015 fichó por el FC Baník Ostrava de la Liga Checa de Fútbol, firmando contrato profesional hasta el 30 de junio de 2018.